# Linia kolejowa Berlin-Karow – Fichtengrund
Linia kolejowa Berlin-Karow – Fichtengrund – lokalna, niezelektryfikowana linia kolejowa biegnąca przez teren Berlina oraz kraj związkowy Brandenburgia, w Niemczech. Łączy ona stację Berlin-Karow ze stacją Fichtengrund.